# 魏特瑙
魏特瑙是德国巴伐利亚州的一个市镇。总面积65.22平方公里，总人口5108人，其中男性2548人，女性2560人（2011年12月31日），人口密度78人/平方公里。